# Hongkong na Letnich Igrzyskach Olimpijskich 1972
Hongkong na Letnich Igrzyskach Olimpijskich 1972 reprezentowało 10 zawodników, sami mężczyźni. Był to szósty start reprezentacji Hongkongu na letnich igrzyskach olimpijskich.
Najmłodszym reprezentantem Hongkongu na tych igrzyskach był 16-letni pływak – Mark Crocker, zaś najstarszym 49-letni strzelec – Peter Rull.

## Skład reprezentacji

### Judo
- Mok Cheuk Wing – waga półśrednia mężczyzn (−70 kg) – 18. miejsce

### Pływanie
- Ronnie Wong
  - 100 m stylem dowolnym mężczyzn
  - 100 m stylem motylkowym mężczyzn
  - 200 m stylem zmiennym mężczyzn
- Mark Crocker
  - 200 m stylem dowolnym mężczyzn
  - 100 m stylem grzbietowym mężczyzn
  - 200 m stylem grzbietowym mężczyzn

### Strzelectwo
- Peter Rull – karabin małokalibrowy leżąc 50 m mężczyzn – 83. miejsce

### Szermierka
- Matthew Chan
  - floret indywidualnie mężczyzn
  - szpada indywidualnie mężczyzn
  - szabla indywidualnie mężczyzn
- Robert Elliott
  - floret indywidualnie mężczyzn
  - szpada indywidualnie mężczyzn
  - szabla indywidualnie mężczyzn

### Żeglarstwo
- Gilbert Lennox-King, Kenneth Tomlins – tempest mężczyzn – 18. miejsce
- Colin Smith, Terence Steele – latający holender mężczyzn – 24. miejsce